# Spirorbis platycrepidus
Spirorbis platycrepidus är en ringmaskart som beskrevs av Belokrys 1984. Spirorbis platycrepidus ingår i släktet Spirorbis och familjen Serpulidae. Inga underarter finns listade i Catalogue of Life.